# Municipalidad Metropolitana de Lima
La Municipalidad Metropolitana de Lima es el órgano de gobierno local de la provincia de Lima y del distrito de Lima. Es la única municipalidad provincial con facultades de gobierno regional. Su condición especial, se debe a que es la capital nacional y la provincia más poblada del Perú.
El alcalde provincial lidera el Concejo Metropolitano de Lima y a la vez es alcalde del distrito de Lima.
A pesar de su nombre, la municipalidad no posee jurisdicción en toda el área metropolitana de Lima-Callao. Por mandato constitucional, la ciudad del Callao se encuentra separada de la ciudad de Lima y posee sus propias instituciones gubernamentales autónomas con estructura legal distinta a las de la capital.

## Organización

### Concejo Metropolitano de Lima
El Concejo Metropolitano de Lima está integrado por el alcalde de Lima y 39 regidores.
- Alcalde de Lima (2023-2026): Rafael Bernardo López-Aliaga Cazorla
- Regidores Metropolitanos (2023-2026):

Renovación Popular:
- Renzo Andrés Reggiardo Barreto
- Maria Del Rosario Payet Bedoya
- Guillermo Humberto Valdivieso Méndez
- Maria Jose Marcet Yarrow
- Efrain Aguilar Pardave
- Deborah Carmen Inga Zapata
- Isaac Estephano Escobedo Ríos
- Ahura Hires Rocha Salazar De Trujillo
- Giuliana Calambrogio Correa De Balmaceda
- Miguel Miguel Ciccia Ciccia
- Mirta Aide Mondragon Guevara
- Leo Miguel De Paz Lancho
- Jeanette Evangelina Alonzo Contreras
- Luis Sigfredo Milla Soto
- Celmira Zaldaña Sevallos
- Juver Elias Valentin Zúñiga

Podemos Perú:
- Jose Luis Luna Morales
- Laidy Diana Peceros Cachasienta
- Yeremi Aron Espinoza Velarde
- Meuner Rosa Rojas Palacios
- Luis Alberto Gallardo Galvez
- Mery Nataly Gonzales Enriquez
- Reynaldo Mozo Aldunate

Somos Perú:
- Guillermo Elvis Pomez Cano
- Danna Amy Villegas Coral
- Carlos Gustavo Eduardo Ballon Lavagna
- Fabiola Nicole Pacheco Cori
- Alan Fernando Carrasco Bobadilla

Frente De La Esperanza:
- Luzi Margarita Toro De Jimenez
- Cesar Augusto Ortiz Anderson
- Rosa Menendez Mueras

Alianza Para El Progreso:
- Juan Carlos Adriazola Casas
- Ivone Ruth Tapia Vivas

Juntos Por El Perú:
- Justibel Romero

### Alcaldía Metropolitana
Es el órgano ejecutivo, cuyo titular es el alcalde metropolitano. El concejo metropolitano, mediante ordenanza, aprueba el Reglamento de Organización y Funciones de la Alcaldía.

### Asamblea Metropolitana
Órgano consultivo y de coordinación. Le corresponden la coordinación para la eficiente ejecución de las funciones, el desarrollo de planes, el cumplimiento de los fines de la Municipalidad Metropolitana, las funciones del Consejo de Coordinación Regional como órgano consultivo y de coordinación y las que norme la Ley. 
La Asamblea Metropolitana de Lima está presidida por el Alcalde Metropolitano, e integrada por los alcaldes distritales y por representantes de la sociedad civil de la provincia.

### Órganos de Asesoramiento Metropolitano

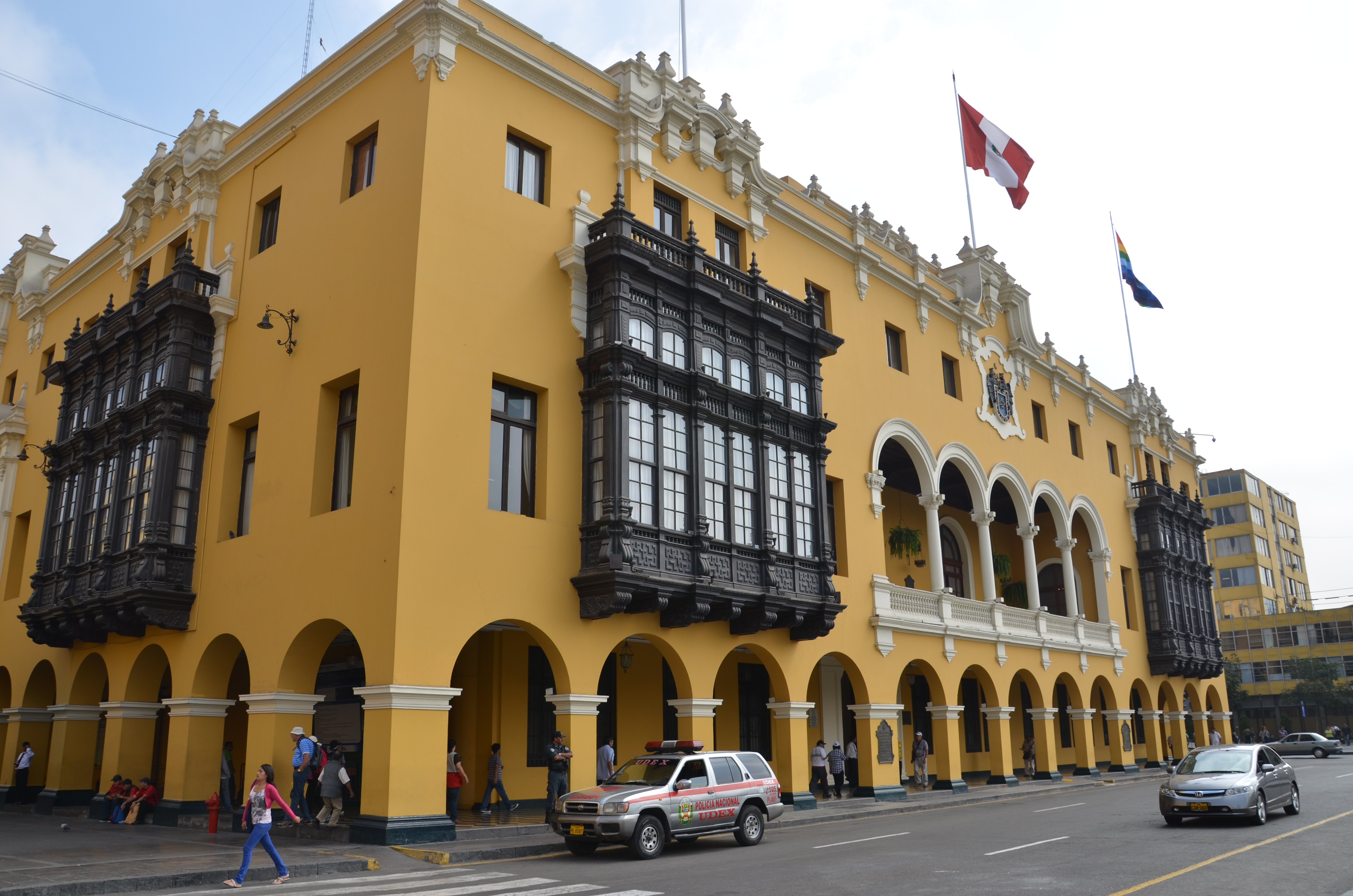
Palacio Municipal de Lima, sede de la Municipalidad Metropolitana de Lima

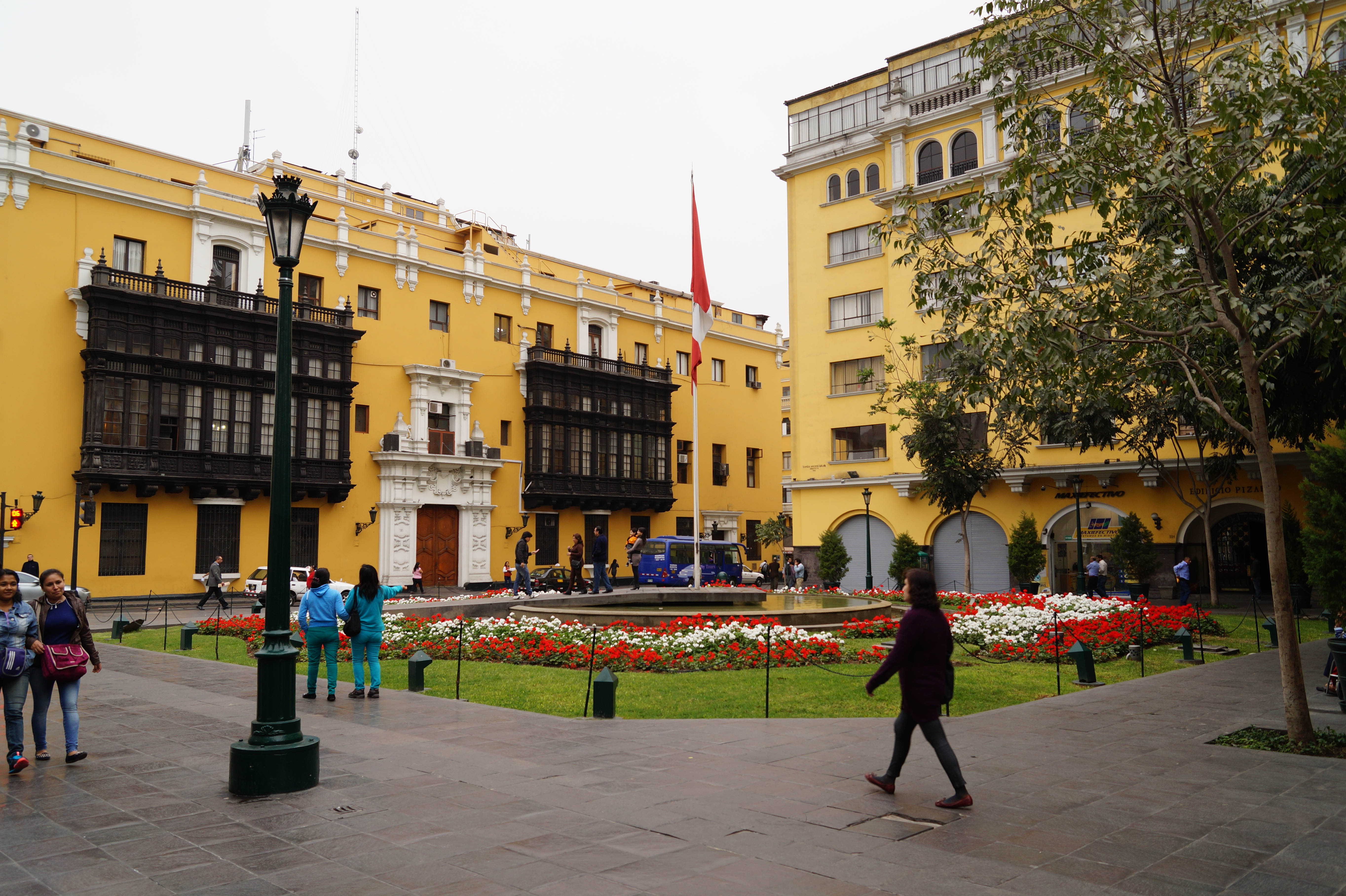
Fachada lateral izquierda del Palacio Municipal. En primer plano, la Plaza Perú

#### Junta de Planeamiento Metropolitano
Es el órgano de asesoramiento de la Municipalidad Metropolitana de Lima en la formulación y evaluación de la planificación del desarrollo integral de la jurisdicción, y en la gestión de los servicios públicos a su cargo. Está presidida por el Alcalde Metropolitano de Lima, e integrada por alcaldes distritales y los representantes de más alto nivel de las reparticiones públicas, relacionadas con las competencias y funciones específicas municipales. La integrarán también los delegados de las juntas vecinales comunales, de acuerdo con la norma municipal respectiva. El reglamento de organización interior de la municipalidad determina su organización y funcionamiento.

#### Junta de Cooperación Metropolitana
Es el órgano de asesoramiento de la Municipalidad Metropolitana de Lima en la gestión del desarrollo integral de la jurisdicción a su cargo. Está presidida por el Alcalde Metropolitano de Lima, e integrada por los representantes de las organizaciones sociales vecinales y de Instituciones de la Cooperación Internacional. El reglamento de organización interior de la municipalidad determina su organización y funcionamiento.

#### Comisiones Especiales de Asesoramiento
Las comisiones especiales de asesoramiento son los órganos de asesoría ad-honorem constituidos por el Alcalde Metropolitano de Lima, en los asuntos metropolitanos que estime necesarios. Su organización y funcionamiento se rigen con arreglo al acto administrativo que las constituye, según cada caso.

### Gerencias Municipales
La administración municipal está conformada por 21 gerencias municipales y una procuraduría.
- Gerencia Municipal Metropolitana: Oscar Remigio Lozán Luyo
- Procuraduría Pública Municipal: Mariela González Espinoza
- Gerencia de Administración: Jessica Patricia Villegas Vásquez
- Gerencia de Asuntos Jurídicos: Erick Rommel López Ríos
- Gerencia de Comunicación Social y Relaciones Públicas: Julio Guillermo Alzola Castillo
- Gerencia de Cultura: Bryan Mario Lee Gutiérrez González
- Gerencia de Defensa del Ciudadano: Rosa Elva Torrejón Aragón
- Gerencia de Gestión del Riesgo de Desastres: Mario Carlos Casaretto La Torre
- Gerencia de Desarrollo Económico: Elia Urmeneta Venturo
- Gerencia de Desarrollo Social: Isabel Del Rocío Ayala Melgarejo
- Gerencia de Desarrollo Urbano: Maritza Adela Gonzáles Polo
- Gerencia de Educación y Deportes: Isabel Del Rocío Ayala Melgarejo
- Gerencia de Finanzas: Jessica Patricia Villegas Vásquez
- Gerencia de Fiscalización y Control: Hugo Fernando Valderrama Chávez
- Gerencia de la Mujer e Igualdad: Isabel Del Rocío Ayala Melgarejo
- Gerencia de Participación Vecinal: Isabel Del Rocío Ayala Melgarejo
- Gerencia de Planificación: Christian Alberto Laura Ríos
- Gerencia de Promoción de la Inversión Privada: David Enrique Dall’orto Cacho
- Gerencia de Movilidad Urbana: Elvira Clara Moscoso Cabrera
- Gerencia de Seguridad Ciudadana: Abdul Martín Miranda Mifflin
- Gerencia de Servicios a la Ciudad y Gestión Ambiental: Hernán Roberto Pérez Vélez

### Empresas y entidades municipales
- Servicio de Administración Tributaria (SAT)
- Empresa Municipal Inmobiliaria de Lima (EMILIMA)
- Empresa Municipal de Mercados (EMMSA)
- Caja Municipal de Crédito Popular de Lima (CAJA METROPOLITANA)
- Instituto Catastral de Lima (ICL)
- Servicio de Parques de Lima (SERPAR)
- Autoridad Municipal de los Pantanos de Villa (PROHVILLA)
- Sistema Metropolitano de la Solidaridad (SISOL) - Hospitales de la Solidaridad
- Patronato del Parque de las Leyendas «Felipe Benavides Barreda» (PATPAL)
- Sociedad de Beneficencia de Lima Metropolitana (SBLM)
- Autoridad del Proyecto Costa Verde (APCV)
- Programa de Gobierno Regional de Lima Metropolitana
- Proyecto Especial para la Gestión del Tránsito (PROTRÁNSITO)

- Empresa Municipal de Apoyo a Proyectos Estratégicos (EMAPE)
- Fondo Metropolitano de Inversiones (INVERMET)
- Instituto Metropolitano de Planificación (IMP)
- Transporte Metropolitano de Lima (TRANSMET)[2]
- Instituto Metropolitano Protransporte de Lima (PROTRANSPORTE)[3][4]